# James Joseph Carbery
James Joseph Carbery, né le 30 avril 1823 à Mullingar en Irlande et décédé le 17 décembre 1887 à Hamilton au Canada, est un prélat de l'Église catholique. Il a été ordonné évêque en 1883 et a été l'évêque du diocèse de Hamilton en Ontario de 1883 jusqu'à sa mort en 1887.

## Biographie
James Joseph Carbery est né le 30 avril 1823 à Mullingar dans le comté de Westmeath en Irlande. Il a étudié au séminaire de Navan dans le comté de Meath. À un jeune âge, il est devenu un membre de l'ordre des Prêcheurs, les Dominicains. Il a étudié la philosophie et la théologie à Viterbe et à Rome en Italie. Il retourna en Irlande en 1849.
Le 4 septembre 1883, il a été nommé évêque du diocèse de Hamilton en Ontario au Canada. Il a été consacré évêque à Rome le 11 novembre suivant. Il fut installé dans sa nouvelle fonction à partir du 3 avril 1884. Il meurt le 17 décembre 1887 à l'âge de 64 ans.

## Annexe